# Muzeum w Gliwicach
Muzeum w Gliwicach – jedno z najstarszych muzeów na Śląsku, założone w 1905 roku jako Muzeum Górnośląskie (Oberschlesische Museum), od 1945 roku Muzeum w Gliwicach.

## Historia
Muzeum w Gliwicach założono 22 marca 1905 roku i do 1933 roku nosiło nazwę Górnośląskie Muzeum w Gliwicach (niem. Oberschlesisches Museum in Gleiwitz). Podstawowym celem działania muzeum było: gromadzenie, udostępnianie i zabezpieczanie zabytków i eksponatów związanych z Górnym Śląskiem. Od 1934 roku główną siedzibą muzeum jest Willa Oscara Caro przy ul. Dolnych Wałów 8a.
Zbiory Muzeum gromadzą działy:
- Archeologii – zbiory obejmują materiały zgromadzone w wyniku badań obecnych Gliwic i powiatu gliwickiego.
- Etnografii – zbiory dokumentują życie wsi powiatu gliwickiego oraz miasta Gliwice, a także porównawczo innych regionów (Górny Śląsk, Małopolska, Beskid Śląski). Unikalną część zbiorów stanowi zespół szklanych klisz i fotografii z początku XX wieku, dokumentujących życie codzienne.
- Sztuki i Rzemiosła Artystycznego – zbiory działy dokumentują m.in. odlewnictwo artystyczne dawne i współczesne, w tym z Królewskiej Odlewni Żelaza w Gliwicach; ceramikę polską, śląską i zachodnioeuropejską; kolekcję polskiej biżuterii artystycznej; malarstwo, nowożytne zachodnioeuropejskie oraz śląskie – dawne i współczesne. Liczą kilkanaście tysięcy zabytków.
- Historii – zbiory obejmują tematycznie zabytki związane z całym Górnym Śląskiem, w tym unikalne judaica, a także pamiątki cechowe. Dział gromadzi dokumenty pergaminowe, akta i rękopisy, starodruki, książki i broszury, zabytki cechowe, zabytki górnicze, kartografię, prasę, militaria, sztandary i chorągwie, afisze i plakaty, banknoty i numizmaty, odznaczenia i medale, ikonografię, fotografie.
- Fotografii Artystycznej – dział został wyodrębniony z Działu Sztuki i Rzemiosła Artystycznego w 2010 roku. Kolekcja fotografii artystycznej jest budowana od 1991 roku i obejmuje prace fotografów związanych ze środowiskiem dawnego Gliwickiego Towarzystwa Fotograficznego (GTF).

Ponadto w strukturze Muzeum funkcjonuje Dział Edukacji i Promocji oraz pracownia konserwatorska. Dział Edukacji prowadzi m.in. projekty edukacyjne: Mały Muzealnik, Mały Muzealnik. Skarby z naszych zbiorów, Mały Muzealnik poznaje Gliwice, Śląski Kalendarz Tradycji, Na szlaku sztuki, przygotowuje również ścieżki warsztatowe na wystawach – Muzeum dla dzieci.
W Muzeum realizowane są długoletnie projekty badawczo-edukacyjne, m.in. dotyczące Kresów (w tym „Spotkania z Kresami Rzeczypospolitej”) oraz opozycji gliwickiej w okresie PRL-u (portal Gliwicka Opozycja), a także cykliczne wykłady i spotkania.

## Oddziały
- Willa Caro – przy Dolnych Wałów 8a; główna siedziba Muzeum, XIX-wieczna rezydencja gliwickiego przemysłowca Oscara Caro, przekazana Muzeum w 1934 roku. Obecnie mieści się w niej wystawa stała Dziewiętnastowieczne wnętrza mieszkalne willi górnośląskich przemysłowców oraz przestrzeń wystaw czasowych. W siedzibie głównej Muzeum działa również Czytelnia Sztuki – galeria sztuki współczesnej powołana w 2010 roku z inicjatywy dyrektora Grzegorza Krawczyka.
- Zamek Piastowski – przy ul. Pod Murami 2; został oddziałem Muzeum w 1960 roku, po adaptacji w latach 1956–1959. Swoją nazwę zyskał w 1983 roku – wcześniej był arsenałem, więzieniem, folwarkiem, do połowy XX wieku łączono go z nazwą dwór Cetrycza (Zettritz Hof)[2]. W Zamku Piastowskim można zwiedzać wystawę stałą Gliwice miasto wielu kultur.
- Radiostacja gliwicka – przy ul. Tarnogórskiej 129; oddział Muzeum od 2008 roku, od roku 2019 oddział obejmuje kompeks trzech budynków Radiostacji. Radiostacja Gliwice jest Pomnikiem Historii i obiektem unikatowym na skalę światową. 31 sierpnia 1939 doszło w tym miejscu do zaaranżowanej przez Niemców tzw. prowokacji gliwickiej, podczas której zamordowany został Franz Honiok – śląski powstaniec, pierwsza ofiara II wojny światowej[3].
- Dom Pamięci Żydów Górnośląskich – przy ul. Księcia Józefa Poniatowskiego 14; oddział Muzeum od 2012 roku, jego misją jest udokumentowanie życia społeczności żydowskiej na terenie Górnego Śląska od średniowiecza do współczesności. W 2018 roku w oddziale otwarto wystawę stałą Żydzi na Górnym Śląsku[4].
- Oddział Odlewnictwa Artystycznego – przy ul. Bojkowskiej 37; oddział mieści się w dawnej maszynowni Kopalni Węgla Kamiennego „Gliwice”. Od 2010 roku jest w nim prezentowana jedna z pierwszych nowoczesnych, interaktywnych i multimedialnych ekspozycji muzealnych na Śląsku – Słusznie słyną dziś Gliwice, prezentująca historię odlewnictwa artystycznego w Gliwicach oraz przemysłowe dzieje regionu. Pierwsza siedziba oddziału mieściła się na terenie Gliwickich Zakładów Urządzeń Technicznych (GZUT) przy ul. Robotniczej 2 (historycznych terenach Królewskiej Odlewni Żelaza)[5].

## Nagrody i odznaczenia
- 2020 – Muzeum w Gliwicach (oddział Dom Pamięci Żydów Górnośląskich) znalazło się w finale konkursu EMYA 2020 – Europejskie Muzeum Roku[6].
- 2019 – wystawa Żydzi na Górnym Śląsku (w Domu Pamięci Żydów Górnośląskich) była nominowana w plebiscycie na Wydarzenie Historyczne Roku 2018[7].
- 2019 – w konkursie na Muzealne Wydarzenie Roku I nagrodę Marszałka Województwa Śląskiego w kategorii wystawy otrzymała ekspozycja Żydzi na Górnym Śląsku (w Domu Pamięci Żydów Górnośląskich)[8].
- 2019 – w konkursie na Muzealne Wydarzenie Roku wyróżnienie Marszałka Województwa Śląskiego w kategorii publikacje otrzymała książka Bogusława Tracza Gliwice. Biografia miasta (wyd. 2018, Muzeum w Gliwicach)[8].
- 2018 – w konkursie na Muzealne Wydarzenie Roku nagrodę Marszałka Województwa Śląskiego otrzymały książka Żeliwo. Odlewnictwo artystyczne w dawnych Gliwicach (1796–1945) (wyd. 2017, Muzeum w Gliwicach) oraz projekt edukacyjny Mały Muzealnik[9].
- 2018 – w Konkursie na Wydarzenie Muzealne Roku Sybilla 2017 wyróżnienie otrzymała książka Żeliwo. Odlewnictwo artystyczne w dawnych Gliwicach (1796–1945) (wyd. 2017, Muzeum w Gliwicach)[9].
- 2017 – w konkursie na Muzealne Wydarzenie Roku nagrodę Marszałka Województwa Śląskiego otrzymała książka Zofia Rydet, Zapis socjologiczny (wyd. 2016, Czytelnia Sztuki, Muzeum w Gliwicach)[9]
- 2017 – Nagroda Literacka GDYNIA 2017 – wyróżnienie dla Krzysztofa Siwczyka za publikację wydaną w serii Czytelnia Sztuki: Koło miejsca / Elementarz Krzysztof Siwczyk / Michał Łuczak[10].
- 25 maja 2016 w Muzeum Śląskim odbyła się gala wręczenia nagród Marszałka Województwa Śląskiego w konkursie na Muzealne Wydarzenie Roku 2015. W dwóch kategoriach zwyciężyło Muzeum w Gliwicach – na najlepszą publikację książkową i inicjatywę edukacyjną. Główną nagrodę w kategorii publikacja otrzymała książka Przemysł Górnego Śląska na dawnej fotografii (do 1945 r.) ze zbiorów Muzeum w Gliwicach. T. 1. Górnictwo autorstwa Damiana Recława. Katalog z ponad 200 fotografiami przedstawiającymi rozkwit przemysłu ciężkiego, w większości wykonanych przez znanego górnośląskiego fotografa Maxa Stecka w latach 1910–1920, uzupełniają eseje opisujące rozwój różnych gałęzi przemysłu na Górnym Śląsku w latach 1871–1945[11].
- 2016 – w konkursie na Najlepszą Przestrzeń Publiczną Województwa Śląskiego zwyciężył oddział Muzeum Dom Pamięci Żydów Górnośląskich[4][12].
- 2014 – Sybilla za wystawę Naturalista, czyli Wilhelm von Blandowski w Australii[13].
- 2008 – Sybilla za wystawę Żeliwo. Gliwice-Berlin-Sayn. Królewskie Pruskie odlewnie żeliwa[14].

## Wydawnictwa
Muzeum wydaje rocznie około dziesięciu tytułów. Ukazują się również wydawnictwa ciągłe w ramach Serii Monograficznej Muzeum w Gliwicach oraz „Rocznik Muzeum w Gliwicach”. Muzeum wydaje także publikacje pod logiem Czytelni Sztuki – w tej serii ukazały się m.in. Zofia Rydet, Zapis socjologiczny oraz Koło miejsca / Elementarz Krzysztofa Siwczyka i Michała Łuczaka (wyróżniona Nagrodą Literacką GDYNIA 2017).

## Galeria

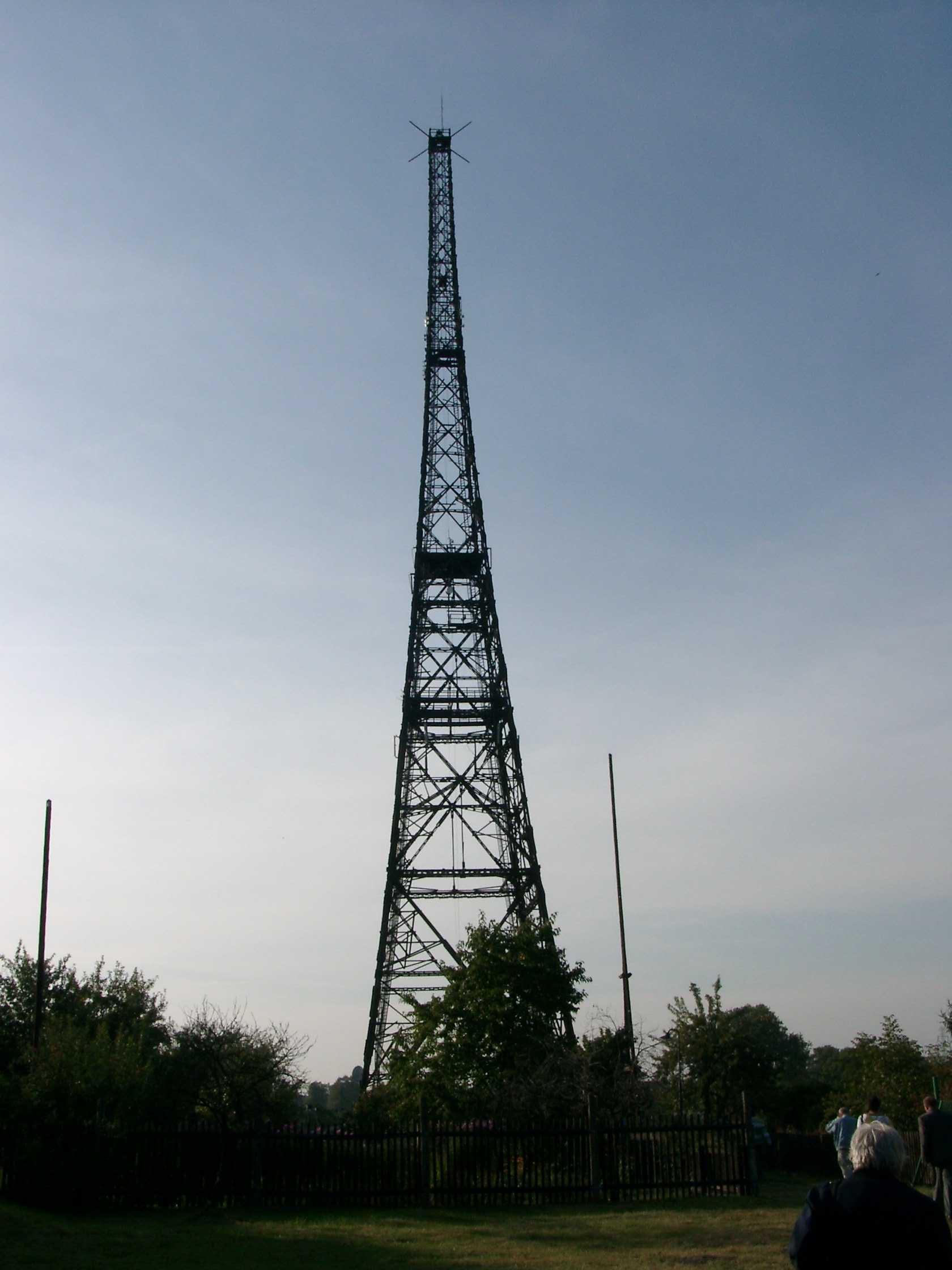
Muzeum w Gliwicach - Oddział Radiostacja gliwicka
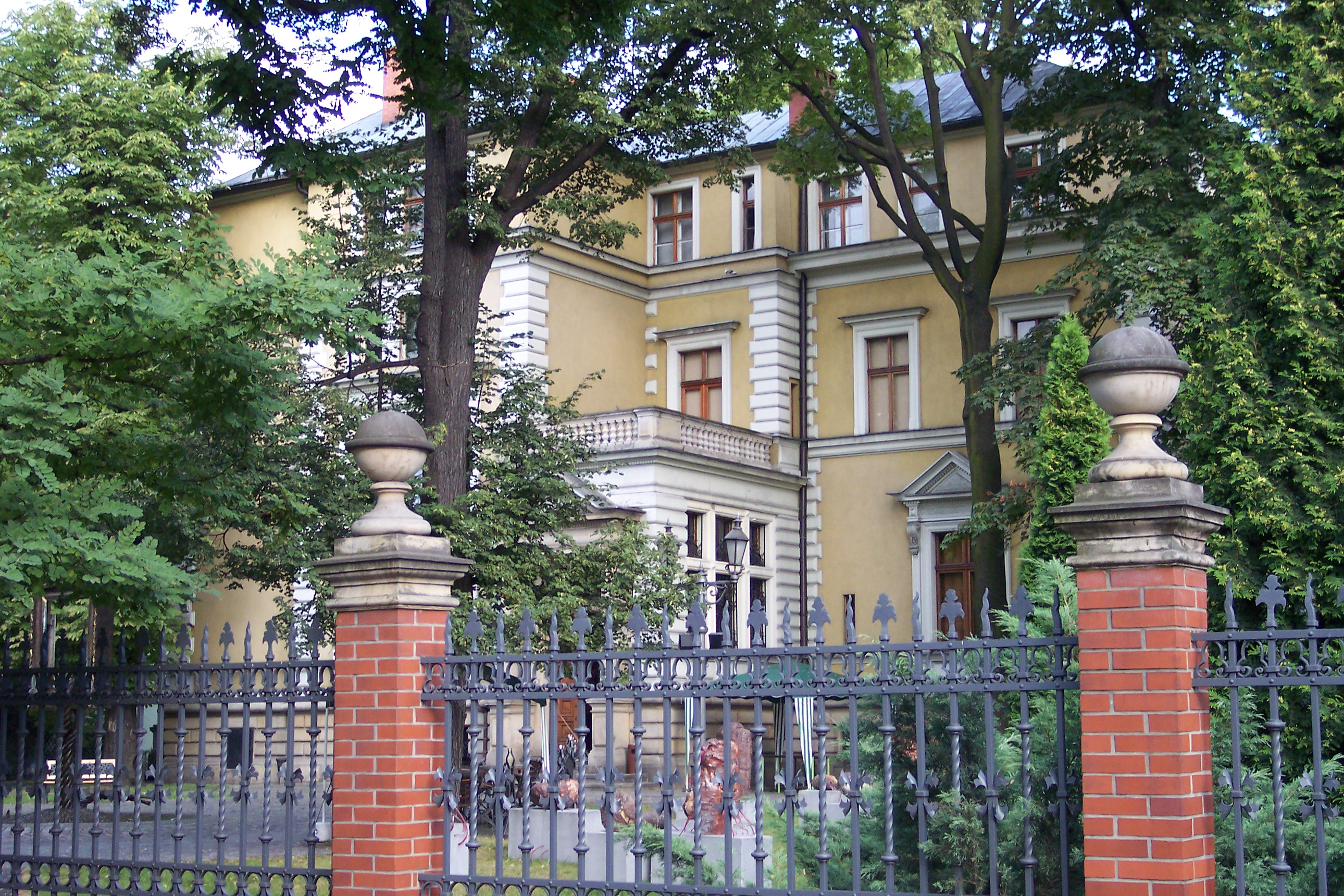
Muzeum w Gliwicach - Oddział Willa Caro
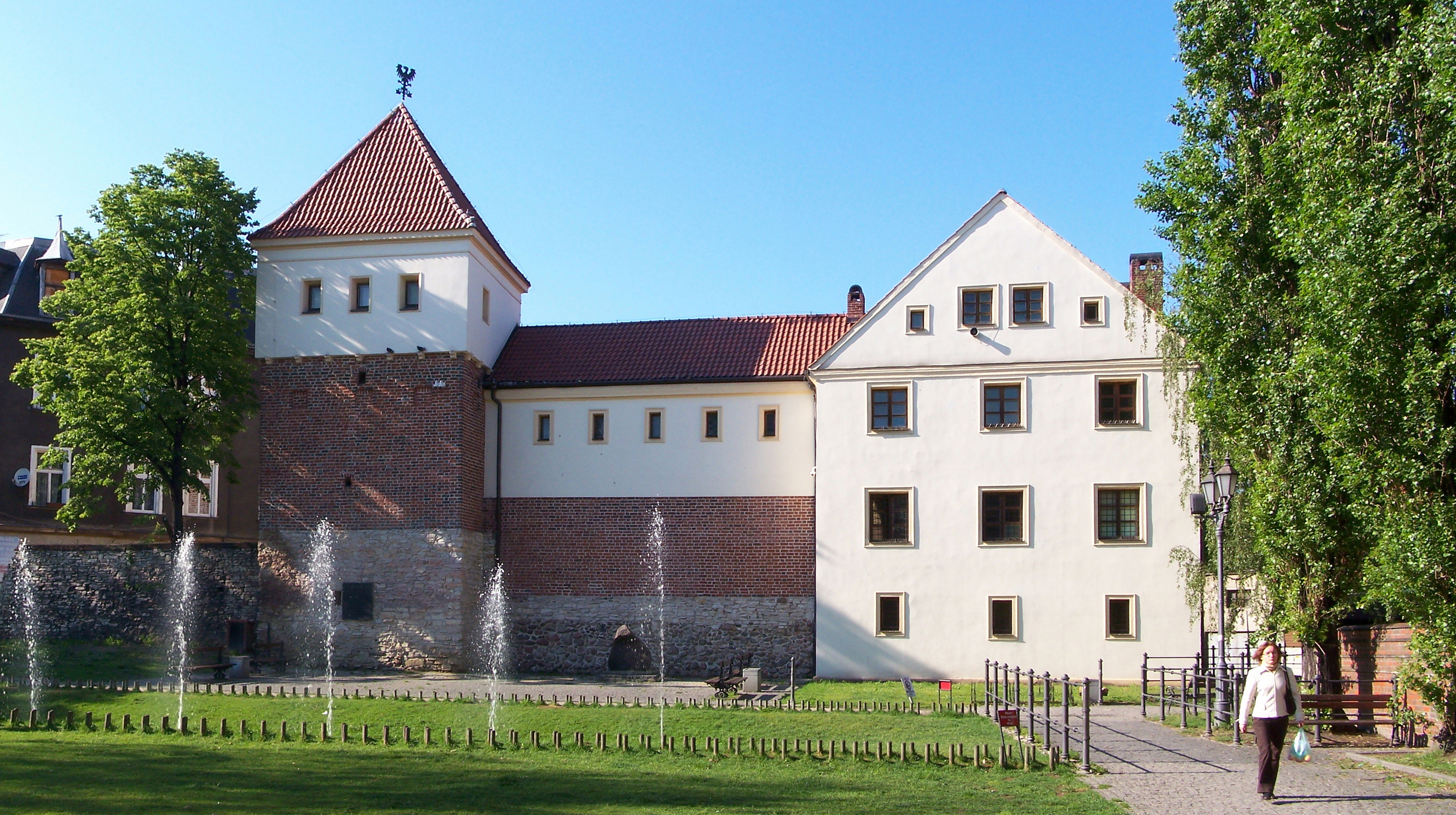
Muzeum w Gliwicach - Oddział Zamek Piastowski